# یاکوولا
یاکوولا (به لاتین: Jakowla) یک روستا در لهستان است که در گمینا شدرا واقع شده‌است.